# Gareth Hale
Gareth Hale (* 15. ledna 1953, Kingston upon Hull) je britský komik a herec. Znám je hlavně jako polovička komediálního dua Hale & Pace, které tvoří s kamarádem a partnerem Normanem Pacem.
Jejich komediální partnerství provázelo několik televizních show. Mezi nejznámější patří: Hale and Pace, Pushing up Daisies a Jobs for the Boys.
Spolu s Normanem Pacem se jako herec uplatnil i v původní televizní dramatizaci Dalziel a Pascoe a v roce 1989 spolu hráli v jedné z povídek programu Doctor Who. Gareth Hale v současné době[kdy?] hraje na Channel 5 postavu Douga MacKenziho v telenovele Family Affairs.
Hale vystupoval v Pushing Up Daisies (1984), The Laughter Show (1984), Comedians Do It On Stage (1986), Hale And Pace (1986), Saturday Gang (1986), First Aids (1987), Laughs From The Palladium (1987), Comic Relief (1988), The Management (1988), A Night Of Comic Relief 2 (1989), Amnesty International's Big 30 (1991), Telethon Night Out (1992), The Nearly Complete And utter History Of Everything (2000).
Jako scenárista se podílel na The Jim Davidson Show (1979), Three Of A Kind (1981), Pushing Up Daisies (1984), Comedians Do It On Stage (1986), Hale And Pace (1986), Saturday Gang (1986), First Aids (1987), The Management (1988), Amnesty International's Big 30 (1991).